# Gravity Probe B
La Gravity Probe B (GP-B) è una missione effettuata con un satellite lanciato il 20 aprile del 2004. La fase del volo spaziale durò fino al 2005, e si prevede che l'analisi dei dati continui fino al 2010. Il suo obiettivo è quello di misurare la curvatura dello spazio-tempo in prossimità della Terra, e di conseguenza il tensore energia impulso (correlato alla distribuzione e al moto della materia nello spazio). Ciò fornirà una prova della relatività generale, del gravitomagnetismo e modelli correlati.
I risultati iniziali hanno confermato gli effetti geodetici previsti con una precisione di circa l'1%. Il frame-dragging previsto era simile in grandezza al livello di rumore di corrente (essendo il rumore dominato inizialmente da effetti non modellati). Il lavoro potenzialmente avrebbe dovuto continuare fino al marzo del 2010, onde poter modellare e valutare queste sorgenti di segnali non prestabiliti, permettendo così possibilmente l'estrapolazione del segnale di frame-dragging al livello previsto. Entro l'agosto del 2008 l'incertezza nel segnale di frame-dragging è stata ridotta al 15%, e nel dicembre del 2008 il rapporto della NASA indicava che l'effetto geodetico era stato confermato migliore del 0,5%.

## Panoramica
Il Gravity Probe B aveva come obiettivo un esperimento con il giroscopio relativistico finanziato dalla NASA. I lavori sono stati diretti dal dipartimento di fisica alla Stanford University con Lockheed Martin come primario subappaltatore. Gli scienziati della missione lo considerano come il secondo esperimento gravitazionale nello spazio, dopo il successo del lancio del Gravity Probe A (GP-A) nel 1976.

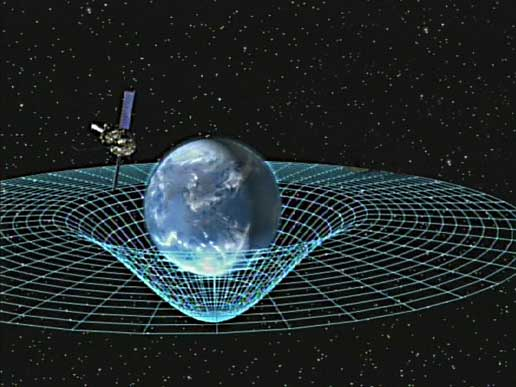
Una rappresentazione dell'effetto geodetico.

Alcuni risultati preliminari vennero presentati ad un'assemblea speciale durante il meeting dell'American Physical Society (14–17 aprile 2007). La NASA inizialmente sollecitò una proposta per estendere la fase di analisi dei dati del GP-B fino al dicembre del 2007. La fase di analisi dei dati venne ulteriormente estesa fino al settembre del 2008, e possibilmente al marzo del 2010, quando si attenderanno i risultati scientifici definitivi sull'effetto di frame-dragging. I piani della missione erano quelli di testare le due previsioni della relatività generale non verificate: il frame-dragging e l'effetto geodetico.
L'esperimento prevedeva di verificare, con estrema precisione, i piccoli cambiamenti nella direzione di rotazione dei quattro giroscopi contenuti in un satellite in orbita intorno alla Terra a 650 km di altitudine, attraversando direttamente sopra i poli. I giroscopi erano così liberi da perturbazioni in modo tale da fornire un sistema di riferimento spazio-temporale quasi perfetto. Tali strumenti erano preposti per misurare come lo spazio e il tempo siano "curvati" dalla presenza della Terra, e come molta della rotazione terrestre "trascini" lo spazio-tempo intorno ad essa. Questo è il cosiddetto fenomeno del frame-dragging, un esempio di gravitomagnetismo. È analogo al magnetismo nell'elettrodinamica classica, causato però da masse in rotazione piuttosto che cariche elettriche rotanti.
Precedentemente, soltanto due analisi dei dati del laser-ranging ottenuti da due satelliti LAGEOS, pubblicati nel 1997 e 2004, dichiaravano di avere trovato l'effetto frame-dragging con una precisione rispettivamente di circa il 20% e il 10%, laddove il Gravity Probe B puntava a misurare l'effetto con una precisione dell'1%. Tuttavia, l'analisi successiva mostrava che il livello dell'incertezza totale dei test condotti con i due satelliti LAGEOS è stata probabilmente sottovalutata enormemente. Una recente analisi dei dati del Mars Global Surveyor ha sostenuto di avere confermato l'effetto con una precisione dello 0,5%, sebbene l'accuratezza di questa affermazione è dibattuta. Anche l'effetto Lense-Thirring del Sole è stato recentemente investigato in vista in un prossimo futuro di un eventuale rilevamento da effettuare con i pianeti interni.
La sonda ha anche rilevato il cosiddetto effetto geodetico, un effetto molto maggiore dovuto alla 'curvatura' dello spazio-tempo causata dalla massa della Terra. Un asse del giroscopio quando trasportato parallelo intorno alla Terra in una rivoluzione completa finirà per non indicare più la stessa esatta direzione di prima. L'angolo 'mancante' può essere pensato come la quantità mediante cui il giroscopio 'si china' in base all'inclinazione della curvatura dello spazio-tempo. Una spiegazione più precisa per la parte della curvatura dello spazio nella precessione geodetica è ottenuta utilizzando un cono quasi piatto per modellare la curvatura dello spazio del campo gravitazionale della Terra. Tale cono è fatto asportando un sottile 'fetta di torta' (pie-slice) da un cerchio e incollando i bordi insieme. La precessione geodetica spaziale è la misura dell'angolo della 'fetta' mancante. Il Gravity Probe B deve misurare questo effetto con una precisione di una parte per 10.000, la verifica più rigorosa fatta fino ad oggi sulle previsioni relativistiche generali.
Il lancio venne pianificato per il 19 aprile del 2004 alla Vandenberg Air Force Base ma venne cancellato nel giro di 5 minuti dal programma della finestra di lancio previsto a causa del mutamento dei venti nell'alta atmosfera. Una caratteristica insolita della missione è che essa aveva solo una finestra di lancio di un secondo a causa dell'orbita precisa richiesta dall'esperimento. Il 20 aprile, alle ore 9:57:23 AM PDT (16:57:23 UTC) il veicolo spaziale venne lanciato con successo e posto in orbita alle 11:12:33 AM (18:12:33 UTC) dopo un periodo di crociera sopra il polo sud e una seconda breve accensione. La missione è durata 16 mesi.

## Organizzazione sperimentale

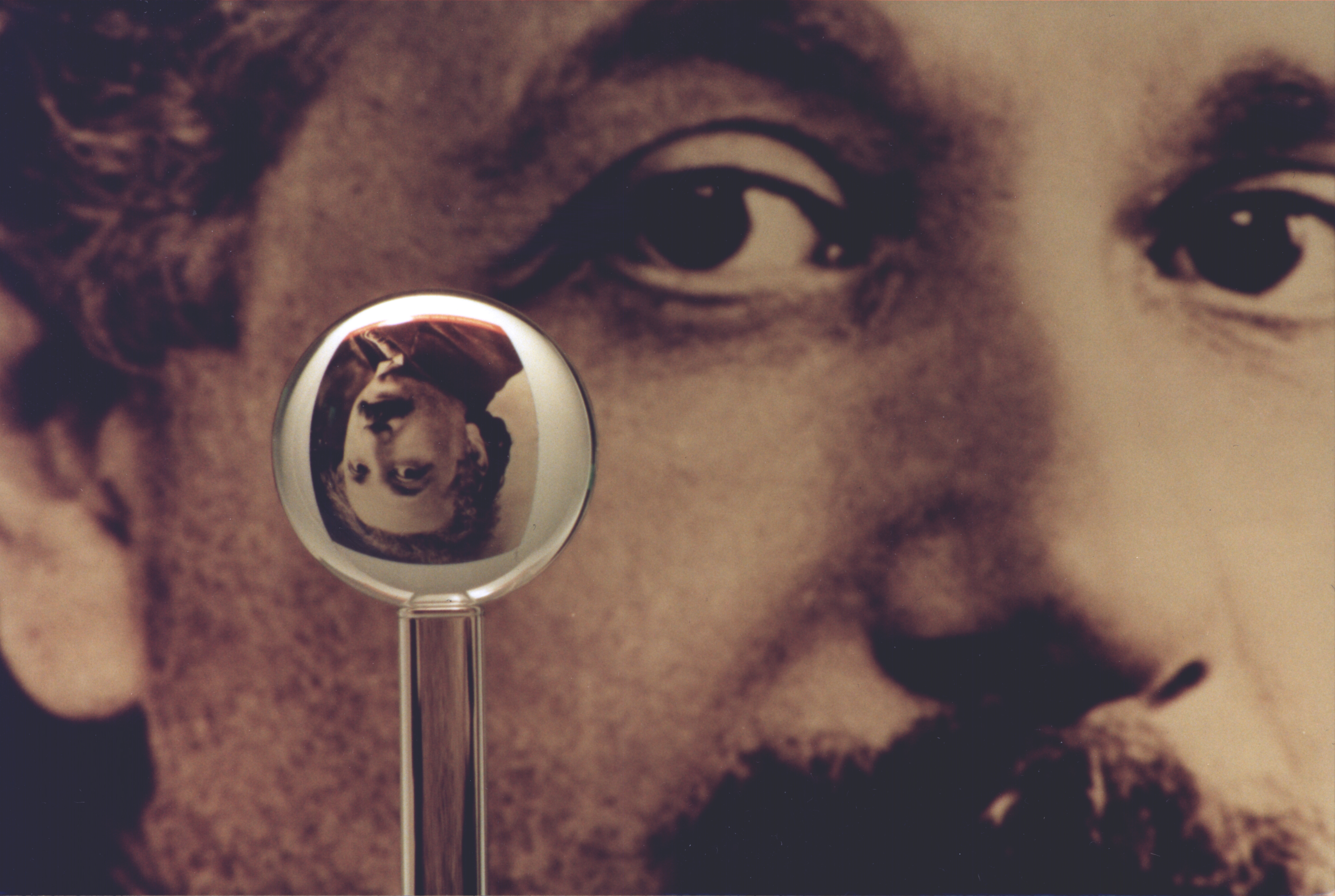
A quel tempo, i giroscopi a quarzo fuso creati per il Gravity Probe B erano le sfere quasi più perfette mai create dall'uomo. I giroscopi differiscono dalla sfera perfetta di non più 40 atomi di spessore, rifrangendo l'immagine di Einstein sullo sfondo.

L'esperimento del Gravity Probe B comprendeva quattro giroscopi e un telescopio di riferimento puntato su HR8703 (anche nota come IM Pegasi), una stella binaria nella costellazione di Pegaso. Nell'orbita polare, con le direzioni di rotazione del giroscopio (gyro spin) puntate anche verso la HR8703, il frame-dragging e gli effetti geodetici risultanti ad angoli retti venivano entrambi misurati da ognuno dei giroscopi.
I giroscopi sono alloggiati in un dewar con elio superfluido, che mantiene una temperatura al di sotto di 2 kelvin (−271 degC, −456 degF). Sono richieste temperature che si avvicinano allo zero assoluto in modo da minimizzare l'interferenza molecolare, e consentire ai componenti di piombo e niobio dei meccanismi del giroscopio di diventare superconduttivi.
A quel tempo, i giroscopi erano gli oggetti sferici più precisi mai fatti. Con dimensioni approssimativamente come palle da ping pong, erano perfettamente rotondi con un margine di precisione di circa quaranta atomi (meno di 10 nm). Se rapportate alle dimensioni della terra, le montagne più alte sarebbero alte 2,4 m. Esse erano composte di quarzo fuso e rivestite con uno strato estremamente sottile di niobio. La preoccupazione principale era quella di ridurre al minimo ogni influenza sulla loro rotazione, in modo che i giroscopi non tocchino mai il loro vano di contenimento. Essi sono tenuti sospesi tramite campi elettrici, fatti ruotare usando un flusso di gas elio, ed i loro assi di rotazione sono rilevati monitorando il campo magnetico dello strato di niobio superconduttore con SQUID. (Un superconduttore ruotante genera un campo magnetico esattamente allineato con l'asse di rotazione - vedi momento di London.)
La IM Pegasi è stata scelta come stella guida per diverse ragioni. In primo luogo, era necessaria che fosse abbastanza brillante onde poterla utilizzare per gli avvistamenti. Poi era vicina alle posizioni ideali all'equatore delle coordinate celesti. Altrettanto importante era il suo moto nel cielo, ben compreso, agevolati anche dal fatto che questa stella emette segnali radio relativamente forti. Preparandosi a compiere questa missione, gli astronomi hanno analizzato le misurazioni della posizione in base ai segnali radio provenienti dalla lontanissima quasar tenuta sotto controllo negli ultimi anni onde poter capire il suo moto con la massima precisione necessaria.

## Storia
L'idea del progetto per questa missione fu proposta da un professore del MIT, George Pugh, che lavorava al Dipartimento della Difesa statunitense nel 1959 e successivamente discussa da Leonard Schiff (Stanford) nel 1960 su suggerimento di Pugh. Fu proposta alla NASA nel 1961 che sovvenzionò il progetto nel 1964. Questa concessione si concluse nel 1977 dopo una lunga fase di ricerca ingegneristica riguardo ai requisiti di base e agli strumenti per il satellite.
Nel 1986 la NASA cambiò i progetti per lo shuttle, costringendo la squadra della missione a passare da un progetto di lancio con lo shuttle a uno con il Delta 2, e nel 1995 i test pianificati di un prototipo su un volo shuttle vennero ugualmente annullati.
Il Gravity Probe B segna nella storia la prima volta in cui una università è riuscita ad ottenere il controllo e lo sviluppo delle operazioni di un satellite spaziale finanziato dalla NASA.

## Cronologia della missione
Questa è una lista dei maggiori eventi per l'esperimento del GP-B.
- 20 aprile 2004: lancio del GP-B dal Vandenberg AFB e l'inserimento con successo in orbita polare.
- 27 agosto 2004: il GP-B entrava nella sua fase scientifica. Al 129º giorno di missione tutti i sistemi erano configurati e già pronti per la raccolta dati, con la sola eccezione del giroscopio 4, che necessitava di un ulteriore allineamento dell'asse di rotazione.
- 15 agosto 2005: termina la fase scientifica della missione e gli strumenti a bordo passano alla modalità di taratura finale.
- 26 settembre 2005: termina la fase di taratura con l'elio liquido ancora nel dewar. Il veicolo spaziale ritorna così alla modalità scientifica in attesa che si esauriscano le ultime scorte di elio liquido.
- Febbraio 2006: prima fase dell'analisi completa dei dati
- Settembre 2006: l'équipe degli analizzatori si rese conto che era necessario effettuare una più stretta analisi degli errori, soprattutto intorno al moto del "percorso polare" (polhode) dei giroscopi, la quale avrebbe richiesto una proroga fino all'aprile del 2007, sollecitando così la NASA per un'ulteriore estensione del finanziamento fino alla fine del 2007.
- Dicembre 2006: completamento della terza fase dell'analisi dei dati
- 14 aprile 2007: annuncio dei migliori risultati ottenuti fino ad oggi. Francesco Everitt tiene una conferenza plenaria, nel corso di un meeting della American Physical Society, annunciando i suoi primi risultati:[23]

### Futuro
Il 9 febbraio del 2007, veniva comunicato che erano stati ricevuti un certo numero di segnali imprevisti che necessitavano di essere separati prima che i risultati finali potessero essere pubblicati. In aprile veniva annunciato che gli assi di rotazione dei giroscopi erano influenzati da "sollecitazione a torsione" (torque), in una maniera che variava nel tempo e che richiedeva un'ulteriore analisi sì da permettere di correggere i risultati invalidati da questa sorgente di errore. Di conseguenza, la data per la pubblicazione finale dei dati era stata rinviata dall'aprile del 2007 al dicembre del 2007, e successivamente al settembre del 2008, e possibilmente al marzo del 2010. Nei dati in merito ai risultati del frame-dragging presentati al meeting di aprile del 2007 dell'American Physical Society, gli errori casuali sono stati molto più grandi del valore teorico previsto e sparsi su entrambi i lati positivi e negativi di un risultato nullo, quindi provocando un forte scetticismo sugli eventuali dati utili che avrebbero potuto essere estratti in futuro per verificare questo effetto.
Nel giugno del 2007, venne pubblicato un aggiornamento dettagliato per spiegare la causa del problema, e la soluzione che si stava per adottare. Sebbene venissero previste le correzioni (patches) elettrostatiche causate dal rivestimento non uniforme delle sfere, e già si fosse pensato di controllarlo prima dell'esperimento, è ormai noto che l'ultimo strato del rivestimento delle sfere avesse determinato due metà di potenziale leggermente diverso, dando alla sfera un asse elettrostatico. Questo creava il classico momento dipolare (dipole torque) su ogni rotore, di grandezza simile all'effetto di trascinamento previsto. Inoltre, esso dissipava l'energia dal moto del "percorso del polo" (polhode) inducendo correnti nell'alloggiamento degli elettrodi, facendo sì che il moto cambiasse nel tempo. Ciò significava che un semplice modello di polhode di tempo medio fosse insufficiente, e un'orbita dettagliata tramite un modello orbitale sarebbe stata necessaria per rimuovere l'effetto. Dato che era stato previsto che "tutto sarebbe potuto andare storto", la parte finale della missione di volo fu la calibratura, dove tra le altre attività, i dati venivano raccolti con l'asse del veicolo spaziale deliberatamente male allineato per 24 ore, per aggravare ogni eventuale problema. Questi dati si dimostravano inestimabili per identificare gli effetti. Con il momento (torque) elettrostatico modellato in funzione del cattivo allineamento assiale, e il moto di polhode modellato a livello sufficientemente accurato, si sperava di isolare i momenti (torques) relativistici per la risoluzione prevista all'inizio.
Stanford ha accettato di divulgare i dati grezzi per il pubblico ad una data futura imprecisata. È probabile che questi dati saranno esaminati da scienziati indipendenti e indipendentemente riferiti al pubblico ben oltre la pubblicazione nel settembre 2008. Poiché le interpretazioni future dei dati da parte di scienziati esterni al GP-B possono differire dai risultati ufficiali, potrebbero essere necessari diversi anni per comprendere complessivamente tutti i dati ricevuti dalla sonda.

### Revisione alla NASA
Una revisione fatta da un gruppo di 15 esperti commissionati dalla NASA ha sconsigliato l'estensione della fase di analisi dei dati oltre il 2008. Essi avvertono che la riduzione richiesta del livello di disturbo (a causa dei classici momenti e interruzioni nella raccolta di dati dovuti alle eruzioni solari) "è così grande che qualsiasi effetto alla fine rilevato tramite questo esperimento dovrà superare un notevole (e, a nostro avviso, più che giustificato) scetticismo nella comunità scientifica".

### Analisi dei dati dopo la NASA
Il finanziamento della NASA e la sponsorizzazione del programma si è concluso il 30 settembre 2008, ma il GP-B si è assicurato un finanziamento alternativo dalla "città della scienza e della tecnologia Re Abdulaziz" (KACST, King Abdulaziz City of Science and Technology) in Arabia Saudita, che consentirà al gruppo scientifico di continuare a lavorare almeno fino al dicembre 2009. Il 29 agosto 2008, si è tenuto a Stanford il 18º meeting del Comitato Consultivo per la Scienza (SAC, Science Advisory Committee) esterno del GP-B per riferire dei progressi ottenuti. La seguente relazione del SAC alla NASA dichiara:
(Relazione del 18esimo meeting del SAC alla NASA)